# Dorota Nvotová
Dorota Nvotová (ur. 27 października 1982 w Powaskiej Bystrzycy) – słowacka aktorka i piosenkarka.
Jest córką aktorów Anny Šiškovej i Jaroslava Filipa.
Współpracuje z tygodnikiem .týždeň.

## Filmografia
- Orbis Pictus (1997) .... Terezka
- Krajinka (2000) .... Paula
- Děvčátko (2002) .... Ema
- Perníková věž (2002) .... Věra
- O Život (2008) .... Zita
- Muzika (2008) .... Anča Prepichová
- Il Caso dell'infedele Klara (2009) .... Sandra
- Mŕtvola musí zomrieť (2011) .... Lívia
- The Confidant (2011)

## Dyskografia
- Overground (2002)
- Dorota Nvotová (2004)
- Sila vzlyku (2008)
- Just! (2012)
- More (2018)